# Los Oqueales
Los Oqueales es una pedanía española formada por diversos diseminados y perteneciente al municipio de Alamedilla, en la provincia de Granada. Está situada en la parte septentrional de la comarca de Los Montes. A dos kilómetros del límite con la provincia de Jaén, cerca de esta pedanía se encuentran los núcleos de Alamedilla capital, El Hacho, Rambla de los Lobos y Canalejas.

## Demografía
Según el Instituto Nacional de Estadística de España, en el año 2017 Los Oqueales contaba con 8 habitantes censados, lo que representa el 1,32% de la población total del municipio.

### Evolución de la población
| Gráfica de evolución demográfica de Los Oqueales entre 2003 y 2013 |
|                                                                    |
| Datos según el nomenclátor publicado por el INE.                   |